# Pseudhammus affinis
Pseudhammus affinis är en skalbaggsart som beskrevs av Dillon 1959. Pseudhammus affinis ingår i släktet Pseudhammus och familjen långhorningar. Inga underarter finns listade i Catalogue of Life.